# Orthemis plaumanni
Orthemis plaumanni är en trollsländeart som beskrevs av Buchholz 1950. Orthemis plaumanni ingår i släktet Orthemis och familjen segeltrollsländor. Inga underarter finns listade i Catalogue of Life.